# 기노시타 노부토시
기노시타 노부토시(일본어: 木下延俊)는 아즈치모모야마 시대부터 에도 시대 초기까지의 무장, 다이묘, 다인이다. 분고 히지 번 초대 번주를 지냈다. 기노시타 이에사다의 삼남으로 오와리국에서 태어났다.

## 같이 보기
- 히지 성

|  | 제1대 히지번 번주 (기노시타 가) 1601년 ~ 1642년 | 후임 기노시타 도시하루 |